# Gardło

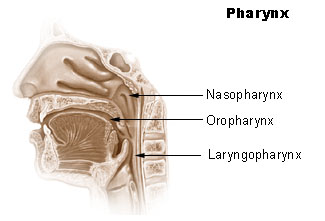
Części gardła

Gardło (łac. pharynx) – w anatomii człowieka miejsce krzyżowania się drogi pokarmowej z oddechową. Jest to maczugowata cewa włóknisto-mięśniowa, rozciągająca się od podstawy czaszki do VI kręgu szyjnego. Długość gardła u dorosłego człowieka wynosi średnio 12–13 cm. Jego najszersza część znajduje się na wysokości kości gnykowej i wynosi 5 cm.

## Budowa ściany gardła

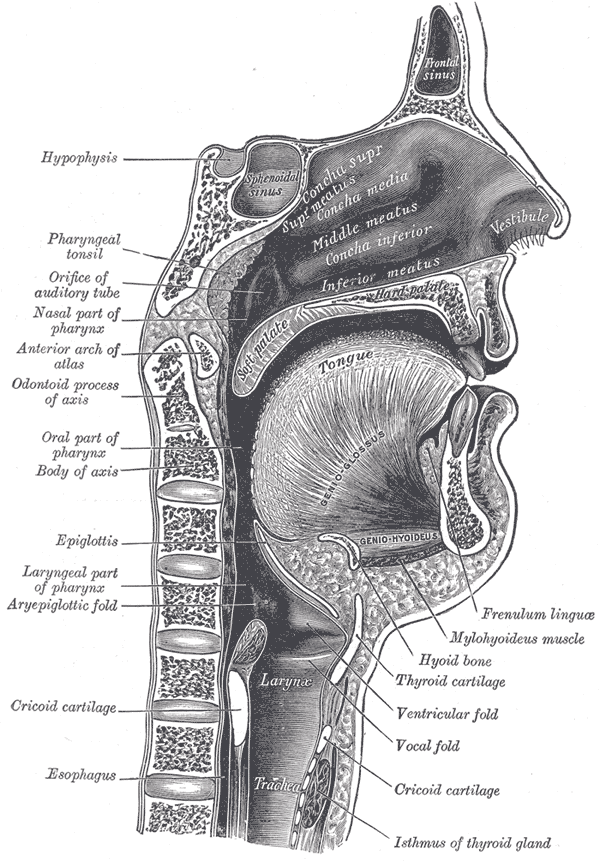
Stosunki anatomiczne jamy nosowej, jamy ustnej oraz gardła – widok od strony bocznej

- Błona śluzowa (łac. tunica mucosa) – położona najbardziej wewnętrznie, wyściela światło gardła. Jest ona przedłużeniem błony śluzowej jamy nosowej i jamy ustnej. W części górnej tworzy ją nabłonek migawkowy, w częściach położonych niżej nabłonek wielowarstwowy płaski.
- Tkanka podśluzowa (łac. tela submucosa) jest warstwą tkanki łącznej położonej pomiędzy błoną śluzową gardła a warstwą mięśniową. Jest ona najgrubsza i najmocniejsza w części górnej, która pozbawiona jest mięśniówki. Górna część tkanki podśluzowej gardła nosi nazwę powięź gardłowo-podstawna. Przyczepia się ona na podstawie czaszki do kości klinowej, skroniowej i potylicznej. Do przodu od guzka gardłowego leżącego na podstawie czaszki łączy się ona z okostną podstawy czaszki.
- Błona mięśniowa (łac. tunica muscularis) – tworzą ją mięśnie gardła budujące ścianę tylną i ściany boczne.
- Błona zewnętrzna (łac. tunica adventitia vel externa) – tworzy ją cienka warstwa tkanki łącznej zwanej powięzią gardłową. Ku górze przechodzi ona w powięź gardłowo-policzkową a ku dołowi w tkankę łączną wypełniającą przestrzeń zagardłową.

## Części gardła

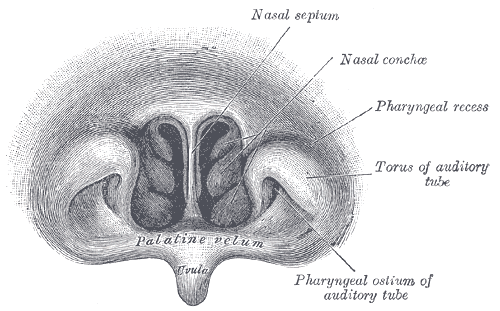
Część nosowa gardła – ściana przednia. Pośrodkowo widoczne nozdrza tylne i wejście do jamy nosowej, bocznie ujścia gardłowe trąbek słuchowych. Na dole podniebienie miękkie z języczkiem

Część nosowa gardła (inaczej nosogardło, jama nosowo-gardłowa, łac. epipharynx lub nasopharynx) – górna, najwyżej położona część gardła. Jej ścianę górną tworzy sklepienie gardła (łac. fornix pharyngis), które przechodzi ku tyłowi w ścianę tylną. Przy przejściu sklepienia w ścianę tylną u dzieci znajduje się migdałek gardłowy, który z wiekiem ulega zanikowi. Na ścianie tylnej czasami zaznacza się uwypuklenie spowodowane przez przedni łuk kręgu szczytowego. W przedniej części sklepienia gardła znajduje się niewielkie skupisko tkanki gruczołowej związane rozwojowo z przysadką mózgową. Jest to kaletka (przysadka) gardłowa, pozostałość kieszonki przysadki. Ściana przednia nosogardła jest otwarta do przodu i tworzą ją nozdrza tylne, które łączą część nosową gardła z jamą nosową. Na ścianie bocznej nosogardła znajduje się ujście gardłowe trąbki słuchowej (łac. ostium pharyngeum tubae auditivae). Jest to otwór skierowany ku dołowi i do przyśrodka ograniczony od przodu, góry i tyłu podkowiastą wyniosłością spowodowaną wpuklaniem się części chrzęstnej trąbki słuchowej. Przednia część wyniosłości zwana wargą przednią przedłuża się ku dołowi, tworząc krótki fałd trąbkowo-podniebienny. Część górno-tylna wyniosłości zwana wałem trąbkowym (łac. torus tubarius) jest wyższa i grubsza. Na wale trąbkowym znajduje się małe skupisko tkanki limfatycznej zwane migdałkiem trąbkowym. Wał trąbkowy przedłuża się ku dołowi w fałd trąbkowo-gardłowy (łac. plica salpingopharyngea). Od dołu ujście gardłowe trąbki słuchowej zwęża wyniosłość zwaną wałem dźwigacza (łac. torus levatorius), która jest wywołana przez biegnący pod błoną śluzową mięsień dźwigacz podniebienia miękkiego. Za ujściem gardłowym trąbki słuchowej pomiędzy wałem trąbkowym a tylną ścianą gardła znajduje się niewielka zagłębiona przestrzeń zwana zachyłkiem gardłowym (lub zachyłkiem Rosenmüllera). Uważa się, że jest on pozostałością drugiej wewnętrznej kieszonki skrzelowej. Ściana dolna nosogardła jest otwarta ku dołowi, jednak zalicza się do niej tylna (górna) powierzchnia podniebienia miękkiego.
Część ustna gardła (inaczej gardło środkowe, łac. mesopharynx lub oropharynx) jest przedłużeniem otwartej do dołu jamy nosowo-gardłowej. Granica między częścią nosową a ustną gardła jest poziomą linią przechodzącą przez poziom połączenia podniebienia twardego z miękkim. Ku przodowi łączy się ona poprzez cieśń gardzieli z jamą ustną. W skład ściany przedniej wchodzi nasada języka (łac. baseos linguae, radix linguae) wraz z migdałkiem językowym oraz leżące tuż za nim dołki przednagłośniowe (zajęzykowe) (łac. valleculae). Ścianę boczną ograniczają dwa łuki: przedni, czyli łuk podniebienno-językowy  oraz tylny, czyli łuk podniebienno-gardłowy. Pomiędzy łukami znajduje się nisza migdałkowa, w której spoczywa migdałek podniebienny. Górna część niszy migdałka, położona nad migdałkiem, nosi nazwę dołu nadmigdałkowego. U podstawy łuku podniebienno-językowego w miejscu, gdzie dochodzi on do nasady języka znajduje się przestrzeń określana jako rowek (kąt) językowo-migdałkowy. Z punktu widzenia laryngologicznego jest ona szczególnie ważna, gdyż jako „niema klinicznie” (bezobjawowa) stanowić może miejsce rozwoju nowotworów złośliwych. Ściana tylna, leżąca na wysokości mniej więcej trzeciego kręgu szyjnego, graniczy od tyłu z wąską przestrzenią zagardłową i z kręgosłupem. Na błonie śluzowej ściany tylnej znajdują się liczne rozsiane grudki chłonne oraz dwie linie schodzące prawie pionowo ku dołowi, będące także skupiskami tkanki limfatycznej. Są to sznury (pasma) boczne.

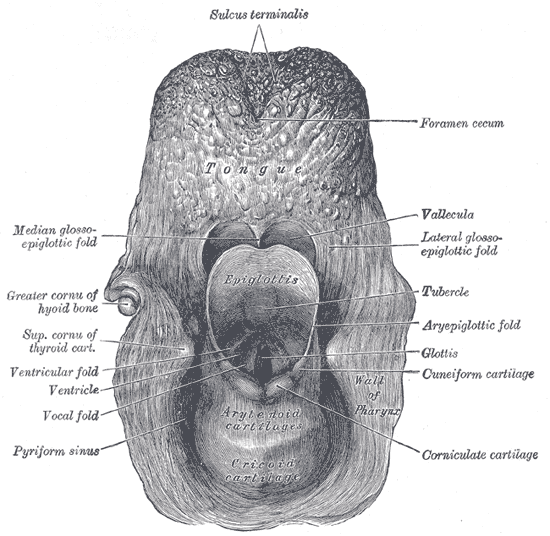
Część ustna i krtaniowa gardła – widok ściany przedniej. Na górze widoczna nasada języka z migdałkiem językowym i dołki przednagłośniowe (Vallecula). Pośrodkowo widoczne wejście do krtani, bocznie od niego, obustronnie zachyłki gruszkowate (Pyriform sinus)

Część krtaniowa gardła (inaczej gardło dolne, łac. laryngopharynx) stanowi przedłużenie gardła środkowego i rozciąga się od poziomu linii przechodzącej przez górny brzeg nagłośni. Granicę dolną stanowi krawędź dolna chrząstki pierścieniowatej krtani, poniżej której gardło przechodzi w przełyk na wysokości VI kręgu szyjnego. Część krtaniowa gardła ku przodowi i pośrodkowo łączy się z przedsionkiem krtani (łac. vestibulum laryngis) poprzez wejście do krtani (łac. aditus laryngis), które ograniczone jest przez:
- górny brzeg nagłośni,
- fałdy nalewkowo-nagłośniowe
- nalewki (uwypuklenia błony śluzowej pokrywające chrząstki nalewkowate)
- wcięcie międzynalewkowe (incisura interarytenoidea)

Bocznie i nieco poniżej wejścia do krtani, obustronnie, pomiędzy fałdami nalewkowo-nagłośniowymi a płytką chrząstki tarczowatej znajdują się zachyłki gruszkowate. Stanowią one część drogi pokarmowej. W ich górnej części znajduje się fałd błony śluzowej powstający przez uwypuklenie przechodzącej pod błoną śluzową gałęzi wewnętrznej nerwu krtaniowego górnego – fałd nerwu krtaniowego (łac. plica nervi laryngealis). Dawniej w tym miejscu znieczulano miejscowo krtań za pomocą watotrzymacza krtaniowego, celem wykonywania prostych zabiegów w laryngoskopii pośredniej. W zachyłkach gruszkowatych mogą zatrzymywać się ciała obce. Przyśrodkowo od zachyłków gruszkowatych znajduje się jeszcze jedna ważna przestrzeń anatomiczna gardła dolnego. Jest to okolica zapierścienna, miejsce niedostępne w badaniu laryngoskopii pośredniej, nieme klinicznie w początkowych stadiach rozwoju nowotworów złośliwych.

## Mięśnie gardła

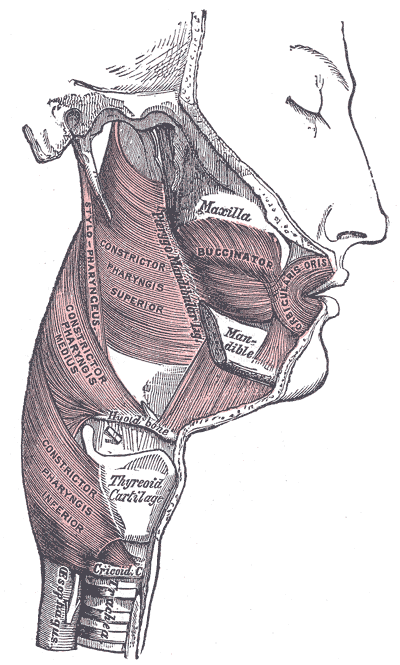
Mięśnie gardła – widok z boku (strona prawa)

Mięśnie gardła dzielone są na dźwigacze (łac. levatores) i zwieracze (łac. constrictores).
W skład mięśni dźwigaczy gardła wchodzą:
- mięsień rylcowo-gardłowy – rozpoczyna się na wyrostku rylcowatym kości skroniowej, biegnie następnie przez szczelinę pomiędzy mięśniem zwieraczem gardła górnym i środkowym, ku przodowi i na dół, rozprzestrzeniając się na wewnętrznej powierzchni mięśniówki okrężnej gardła. Jego końcowe włókna dochodzą do chrząstki tarczowatej i pierścieniowatej oraz do bocznego brzegu nagłośni, tworząc fałd gardłowo-nagłośniowy. Mięsień rylcowo-gardłowy wraz z innymi mięśniami odchodzącymi od wyrostka rylcowatego (mięśniem rylcowo-językowym i mięśniem rylcowo-gnykowym) tworzy tzw. bukiet Riolana.
- mięsień podniebienno-gardłowy – odchodzi od rozcięgna podniebienia miękkiego oraz od haczyka wyrostka skrzydłowatego kości klinowej. Czasami może się on także rozpoczynać od chrząstki trąbki słuchowej, następnie jego włókna łączą się z włóknami mięśnia rylcowo-gardłowego. Oba mięśnie unoszą krtań oraz gardło, jednocześnie skracając gardło i zbliżając łuki podniebienne ku sobie.

Do mięśni zwieraczy gardła należą:
- mięsień zwieracz górny gardła. Posiada on trzy przyczepy początkowe:
  - część skrzydłowo-gardłowa (łac. pars pterygopharyngea) – na blaszce przyśrodkowej wyrostka skrzydłowatego kości klinowej
  - część policzkowo-gardłowa (łac. pars buccopharyngea) – na szwie skrzydłowo-żuchwowym
  - część żuchwowo-gardłowa (łac. pars mylopharyngea) – na kresie żuchwowo-gnykowej
  - część językowo-gardłowa (łac. pars glossopharyngea) – na brzegach mięśni języka
- mięsień zwieracz środkowy gardła – rozpoczyna się na kości gnykowej: rogi większe – część rogowo-gardłowa (pars ceratopharyngea) i rogach mniejszych – część chrząstkowo-gardłowa (pars chondropharyngea).
- mięsień zwieracz dolny gardła – rozpoczyna się na chrząstkach krtani (chrząstce pierścieniowatej i kresie skośnej chrząstki tarczowatej)

Włókna mięśni zwieraczy gardła, zachodząc na siebie dachówkowato, biegną skośnie i ku górze obustronnie, spotykając się pośrodkowo w łącznotkankowym paśmie zwanym szwem gardła. Rozpoczyna się on na podstawie czaszki – na guzku gardłowym kości potylicznej i przebiega przez całą długość tylnej, zewnętrznej ściany gardła. Jego włókna w części górnej łączą się z powięzią gardłowo-podstawną, tworząc grube więzadło gardłowe pośrodkowe (łac. ligamentum pharyngis medianum). Dolny odcinek włókien mięśnia zwieracza dolnego gardła biegnie poziomo, tworząc mięsień pierścienno-gardłowy (łac. musculus cricopharyngeus) (wg innych źródeł część pierścienno-gardłową pars cricopharyngea). Pomiędzy położoną wyżej częścią mięśnia zwieracza dolnego, tzw. częścią tarczowo-gardłową (łac. pars thyropharyngea), której włókna biegną jeszcze skośnie a częścią pierścienno-gardłową powstaje często łącznotkankowy trójkątny rozstęp, zwany trójkątem Killiana. Ma on bardzo duże znaczenie kliniczne, gdyż w tym miejscu pozbawionym warstwy mięśniowej może wytworzyć się uchyłek gardłowo-przełykowy (uchyłek Zenkera). Część dolna mięśnia pierścienno-gardłowego, której włókna biegną poziomo, łączy się z początkowym odcinkiem mięśniówki (zbudowanej także z włókien poprzecznie prążkowanych) przełyku. Jest to także miejsce często pozbawione mięśniówki, kształtu odwróconego trójkąta, zwane trójkątem Laimera-Haechermanna.

## Naczynia gardła

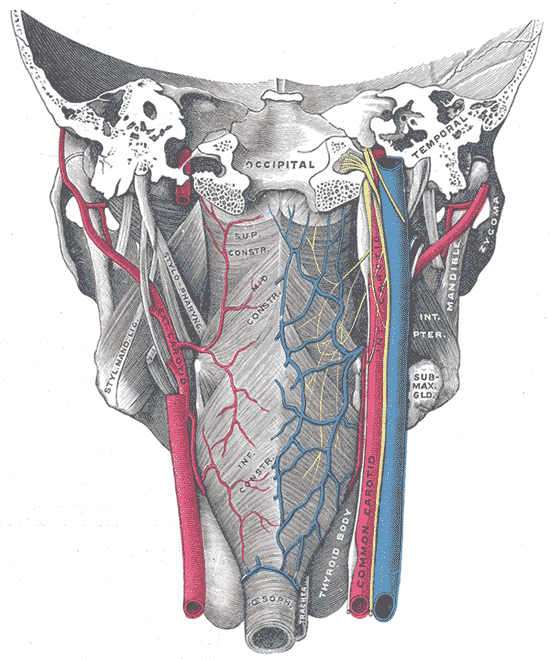
Naczynia i nerwy gardła – widok z tyłu

Najważniejszą tętnicą doprowadzającą krew do gardła jest tętnica gardłowa wstępująca, odchodząca od tętnicy szyjnej zewnętrznej. Zaopatruje ona swoimi gałązkami również migdałki podniebienne (łac. rami tonsillares) i ujście gardłowe trąbki słuchowej. Dodatkowo w unaczynieniu gardła (głównie części nosowej) biorą udział tętnica podniebienna zstępująca (od tętnicy szczękowej), tętnica podniebienna wstępująca (od tętnicy twarzowej) i tętnica gardłowa najwyższa (od tętnicy klinowo-podniebiennej). Część krtaniowa gardła unaczyniona jest przez tętnicę tarczową górną.
Żyły gardła tworzą na jego ścianie zewnętrznej duży splot.
Naczynia chłonne gardła drenują chłonkę do węzłów chłonnych zagardłowych oraz do węzłów chłonnych głębokich szyi.

## Unerwienie gardła
Część nosowa gardła unerwiona jest czuciowo przez nerw trójdzielny głównie za pośrednictwem zwoju skrzydłowo-podniebiennego. Część ustna gardła czuciowo unerwiona jest przez gałęzie nerwu językowo-gardłowego, a część krtaniowa od nerwu krtaniowego górnego. Ruchowo mięśnie gardła unerwione są przez gałązki nerwu językowo-gardłowego i nerwu błędnego. Mięsień zwieracz górny gardła jest unerwiony przez gałąź wewnętrzną nerwu dodatkowego, która dołącza do nerwu błędnego między jego zwojem górnym a dolnym oraz przez gałęzie gardłowe nerwu językowo-gardłowego. Mięsień zwieracz dolny gardła jest unerwiony przez gałezie gardłowe od nerwu krtaniowego wstecznego. Na tylnej ścianie gardła leży duży splot nerwowy – splot gardłowy, tworzony przez włókna czuciowe, ruchowe i autonomiczne odchodzące od nerwu językowo-gardłowego i nerwu błędnego.